# Тропическая геометрия

Тропическая прямая на плоскости

Тропическая геометрия — появившаяся в 2000-е годы область в математике, исходно возникшая в информатике, и связанная с алгебраической и симплектической геометрией. Исследуемые в ней объекты являются пределом образов амёб обычных алгебраических многообразий при вырождении последних.
Название «тропическая» отдаёт честь бразильской школе — пионерским работам бразильского математика венгерского происхождения Имре Шимона, исследовавшего тропическое полукольцо в связи с вопросами информатики и теории оптимизации.
Независимо от бразильской школы термин «тропическая» к тому же разделу математики с середины 1980-х годов применял В. П. Маслов. По его мысли, «идемпотентный (тропический) анализ» через посредство термодинамики описывал с экономической точки зрения европейскую колонизацию тропической Африки. Термин «идемпотентный» в научной среде не прижился, а термин «тропическая» применительно к новой математике, как более благозвучный и ёмкий, оказался очень популярным, хотя разные школы вкладывают в него разный смысл.

## Основные понятия

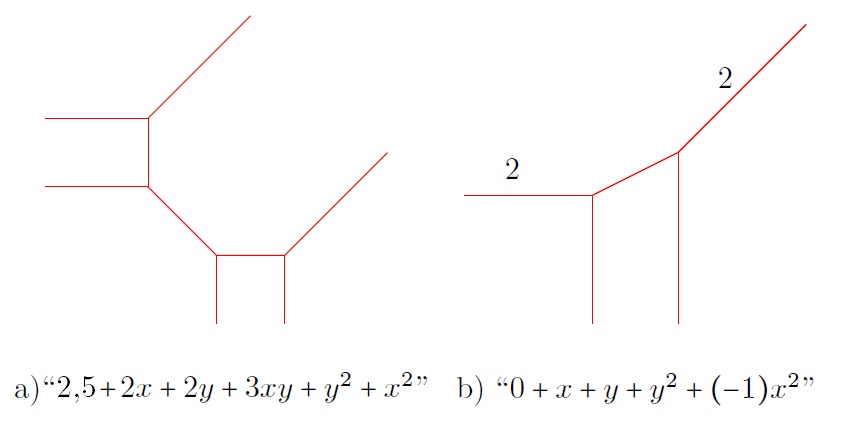
Тропические кривые второй степени (в разных масштабах). Показаны соответствующие многочлены. Числа у рёбер показывают их кратность, если она не соответствует их наклону.

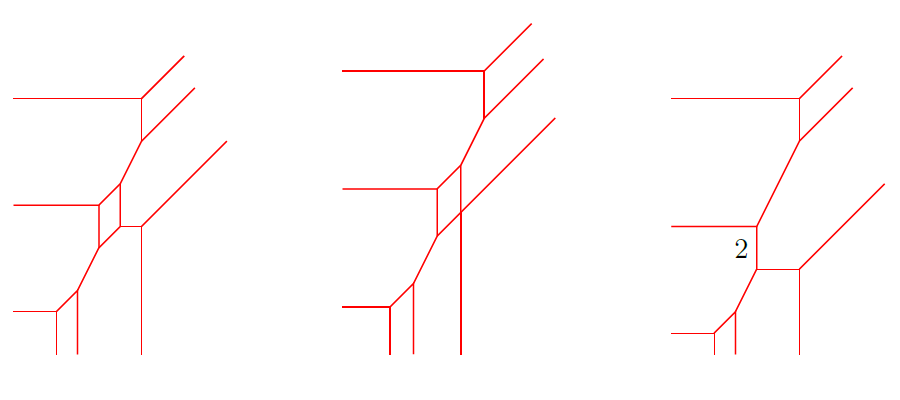
Тропические кривые третьей степени.

- Тропическое полукольцо (или тропическое полуполе) — множество вещественных чисел {\displaystyle \mathbb {R} }, снабжённое операциями тропического сложения {\displaystyle \oplus } и тропического умножения {\displaystyle \odot }

{\displaystyle x\oplus y=\max(x,y),\quad x\odot y=x+y.}
- Тропический многочлен степени {\displaystyle d} на плоскости — кусочно-аффинная функция вида

{\displaystyle f(x,y)=\bigoplus _{i+j\leq d}\,a_{i,j}\odot x^{\odot i}\odot y^{\odot j}=\max _{i+j\leq d}(ix+jy+a_{i,j}).}
Аналогично, тропический многочлен в общем случае — кусочно-аффинная функция вида
{\displaystyle f(x_{1},\dots ,x_{n})=\bigoplus _{|J|\leq d}\,a_{J}\odot x^{\odot J}=\max _{|J|\leq d}\,(a_{J}+\sum _{i}J_{i}x_{i}).}
- Тропическая кривая на плоскости, соответствующая данному тропическому многочлену {\displaystyle f} степени {\displaystyle d} — граф на плоскости, вершины и рёбра (конечные и бесконечные) которого образуют множество точек негладкости функции {\displaystyle f}. Рёбра этого графа считаются снабжёнными кратностями: ребро, разделяющее области линейности, отвечающие набору степеней {\displaystyle (i,j)} и {\displaystyle (i',j')}, снабжается кратностью, равной наибольшему общему делителю разностей {\displaystyle i-i'} и {\displaystyle j-j'}.
- В частности, тропическая прямая есть объединение трёх лучей, исходящих из некоторой точки {\displaystyle (x_{0},y_{0})} и направленных вниз, влево и вправо-вверх под 45°. Тропические прямые обладают свойствами, аналогичными свойствам обычных прямых: через любые две точки общего положения проходит ровно одна тропическая прямая, и две тропические прямые общего положения пересекаются в единственной точке.